# Clasma
Clasma är ett släkte av insekter. Clasma ingår i familjen vårtbitare.
Kladogram enligt Catalogue of Life:
| Clasma | \| \| Clasma parcispinosa \| \| \| \| \| \| Clasma pareiochlora \| \| \| \| |
|        | \| \| Clasma parcispinosa \| \| \| \| \| \| Clasma pareiochlora \| \| \| \| |
|        | Clasma parcispinosa                                                         |
|        |                                                                             |
|        | Clasma pareiochlora                                                         |
|        |                                                                             |